# Aeroportul Oyo Ollombo
Aeroportul Oyo Ollombo (IATA: OLL, ICAO: FCOD) este un aeroport din Republica Congo ce deservește zona Oyo.
Situat la o altitudine de 323 m, aeroportul dispune de o singură pistă.